# Winter-Paralympics 2022/Para-Eishockey
Bei den Winter-Paralympics 2022 wurde zwischen dem 5. und 13. März 2022 im Nationalen Hallenstadion in Peking ein Para-Eishockey-Mixed-Team-Bewerb mit sieben Mannschaften ausgetragen. Einzige weibliche Teilnehmerin war die Chinesin Yu Jing.

## Qualifikation
| Turnier                              | Datum            | Austragungsort      | Anzahl | Teilnehmer                                        |
| ------------------------------------ | ---------------- | ------------------- | ------ | ------------------------------------------------- |
| Gastgeber                            |                  |                     | 1      | Volksrepublik China                               |
| Weltmeisterschaft 2021               | 26. Juni 2021    | Ostrava, Tschechien | 5      | Kanada Vereinigte Staaten RPC Tschechien Südkorea |
| Paralympisches Qualifikationsturnier | 1. Dezember 2021 | Berlin, Deutschland | 2      | Italien Slowakei                                  |

## Gruppenphase

### Gruppe A
| 5. März 2022 9:35 Uhr | RPC | abgesagt | Südkorea | Nationales Hallenstadion Peking, Peking |

| 5. März 2022 13:05 Uhr | Vereinigte Staaten | 5:0 (2:0, 2:0, 1:0) Spielbericht | Kanada | Nationales Hallenstadion Peking, Peking |

| 6. März 2022 9:35 Uhr | Kanda | abgesagt | RPC | Nationales Hallenstadion Peking, Peking |

| 6. März 2022 13:05 Uhr | Südkorea | 1:9 (0:5, 0:4, 1:0) Spielbericht | Vereinigte Staaten | Nationales Hallenstadion Peking, Peking |

| 8. März 2022 9:35 Uhr | RPC | abgesagt | Vereinigte Staaten | Nationales Hallenstadion Peking, Peking |

| 8. März 2022 13:05 Uhr | Kanada | 6:0 (2:0, 1:0, 3:0) Spielbericht | Südkorea | Nationales Hallenstadion Peking, Peking |

| Pl. |                    | Sp | S | OTS | OTN | N | Tore  | Punkte |
| 1.  | Vereinigte Staaten | 2  | 2 | 0   | 0   | 0 | 14:01 | 6      |
| 2.  | Kanada             | 2  | 1 | 0   | 0   | 1 | 06:05 | 3      |
| 3.  | Südkorea           | 2  | 0 | 0   | 0   | 2 | 01:15 | 0      |
| 4.  | RPC                | –  | – | –   | –   | – | –:–   | –      |

Abkürzungen: Pl. = Platz, Sp = Spiele, S = Siege, OTS = Siege nach Verlängerung (Overtime), OTN = Niederlagen nach Verlängerung, N = Niederlagen

Erläuterungen: Halbfinale Platzierungsrunde

### Gruppe B
| 5. März 2022 16:35 Uhr | Tschechien | 5:0 (2:0, 2:0, 1:0) Spielbericht | Italien | Nationales Hallenstadion Peking, Peking |

| 5. März 2022 20:05 Uhr | Slowakei | 0:7 (0:2, 0:1, 0:4) Spielbericht | Volksrepublik China | Nationales Hallenstadion Peking, Peking |

| 6. März 2022 16:35 Uhr | Italien | 2:1 n. P. (0:0, 0:1, 1:0, 0:0, 1:0) Spielbericht | Slowakei | Nationales Hallenstadion Peking, Peking |

| 6. März 2022 20:05 Uhr | Volksrepublik China | 5:2 (0:0, 5:1, 0:1) Spielbericht | Tschechien | Nationales Hallenstadion Peking, Peking |

| 8. März 2022 16:35 Uhr | Italien | 0:6 (0:4, 0:2, 0:0) Spielbericht | Volksrepublik China | Nationales Hallenstadion Peking, Peking |

| 8. März 2022 20:05 Uhr | Tschechien | 3:0 (1:0, 1:0, 1:0) Spielbericht | Slowakei | Nationales Hallenstadion Peking, Peking |

| Pl. |                     | Sp | S | OTS | OTN | N | Tore  | Punkte |
| 1.  | Volksrepublik China | 3  | 3 | 0   | 0   | 0 | 18:02 | 9      |
| 2.  | Tschechien          | 3  | 2 | 0   | 0   | 1 | 10:05 | 6      |
| 3.  | Italien             | 3  | 0 | 1   | 0   | 2 | 02:12 | 2      |
| 4.  | Slowakei            | 3  | 0 | 0   | 1   | 2 | 01:12 | 1      |

Abkürzungen: Pl. = Platz, Sp = Spiele, S = Siege, OTS = Siege nach Verlängerung (Overtime), OTN = Niederlagen nach Verlängerung, N = Niederlagen

Erläuterungen: Halbfinale Platzierungsrunde

## Finalrunde

### Viertelfinale
| 9. März 2022 16:35 Uhr | Südkorea | 4:0 (1:0, 1:0, 2:0) Spielbericht | Italien | Nationales Hallenstadion Peking, Peking |

| 8. März 2022 20:05 Uhr | Volksrepublik China | 4:3 (1:1, 1:0, 2:2) Spielbericht | Tschechien | Nationales Hallenstadion Peking, Peking |

### Halbfinale
| 11. März 2022 12:05 Uhr | Kanada | 11:0 (3:0, 4:0, 4:0) Spielbericht | Südkorea | Nationales Hallenstadion Peking, Peking |

| 11. März 2022 20:05 Uhr | Vereinigte Staaten | 11:0 (4:0, 5:0, 2:0) Spielbericht | Volksrepublik China | Nationales Hallenstadion Peking, Peking |

### Spiel um Platz 7
| 10. März 2022 18:05 Uhr |  | abgesagt |  | Nationales Hallenstadion Peking, Peking |

### Spiel um Platz 5
| 11. März 2022 16:05 Uhr | Tschechien | 2:3 n. V. (0:0, 1:1, 2:2, 0:1) Spielbericht | Italien | Nationales Hallenstadion Peking, Peking |

### Spiel um Bronze
| 12. März 2022 20:05 Uhr | Volksrepublik China | 4:0 (1:0, 1:0, 2:0) Spielbericht | Südkorea | Nationales Hallenstadion Peking, Peking Zuschauer: 492 |

### Finale
| 13. März 2022 12:05 Uhr | Vereinigte Staaten | 5:0 (2:0, 2:0, 1:0) Spielbericht | Kanada | Nationales Hallenstadion Peking, Peking Zuschauer: 1.012 |